# Оаза Бахарія
28°33′ пн. ш. 29°01′ сх. д. / 28.550° пн. ш. 29.017° сх. д.

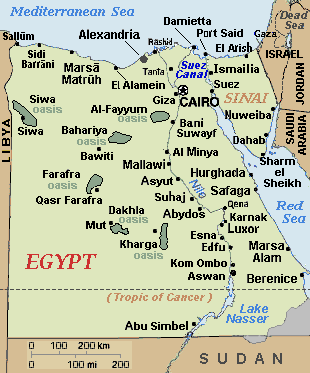
Оаза Бахарія на мапі Єгипту (згори в центрі).

Бахарія (араб. لواحة البحرية — північна оаза) — оаза в Єгипті. Розташована приблизно за 300 км від Каїру і є найменш технологічно розвиненою оазою в країні. Розташовано в губернаторстві Шостого жовтня. Має художній музей. Основні сільськогосподарські продукти: гуаява, манго, фініки і олива.

## Опис
Має приблизно овальну форму тягнеться з північного сходу на південний-захід, має довжину 94 км, максимальну ширину 42 км і охоплює площу близько 2000 км². Долина оточена горами і має багато джерел.
Центр оази - село Ель-Бавіті (або Бавіті).
Населення оази (самоназва - вахаті) - нащадки стародавніх мешканців Бахарії та бедуїнів, що походять з західної Лівії та узбережжя Середземного моря. Місцевий діалект вахаті зараз витісняється каїрським під впливом радіо і телебачення.
Оаза стала однійєю з останніх у Єгипті, куди було прокладено автодорогу (кінець 70-х р. р. ХХ ст.) та інші сучасні комунікації.

## Економіка
Сільське господарство залишається важливим джерелом доходу, хоча зараз в видобуток залізної руди біля оази забезпечує робочими місцями багатьох людей. Останнім часом також спостерігається збільшення потоку туристів в оазу, бажаючих ознайомитись з гробницями, муміями та інші артефактами що були виявлені в оазі).

## Історія
Оаза заселена з часів неоліту. Тут було знайдено залишки поселення мисливців і збирачів. Розкопано поселення часів Давнього царства, знайдено наскельні написи часів Середнього царства. Оаза переживала культурний і економічний розквіт за часів 26-ї династії (до цього часу належать святилище, могильники і поселення), а також за античних часів (руїни храму, присвяченого Александру Македонському). Широко відомий некрополь античних часів (Долина золотих мумій), розкопки якого почалися в 1999 р.
В оазі знайдено рештки кархародонтозавра і бахаріазавра.

## Галерея

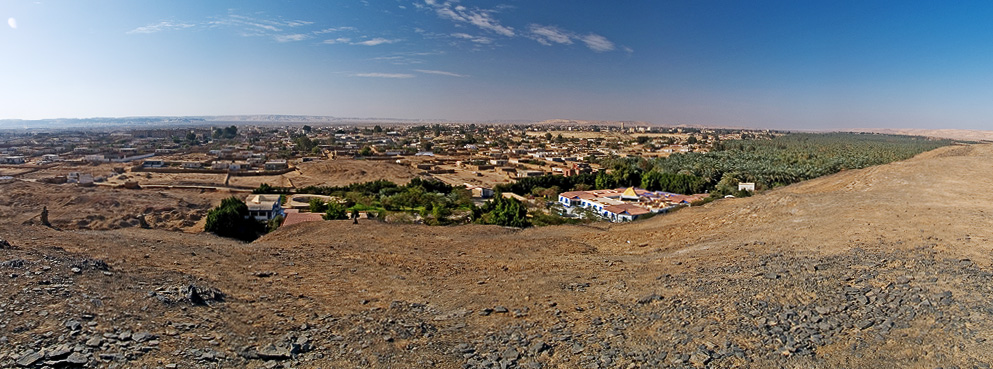
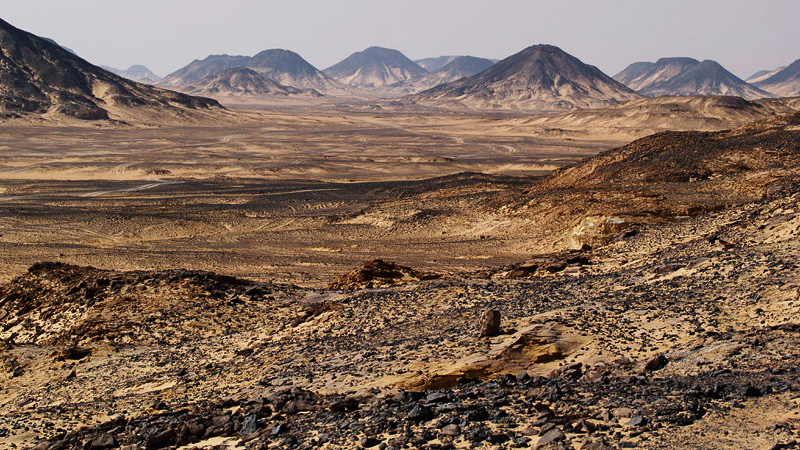
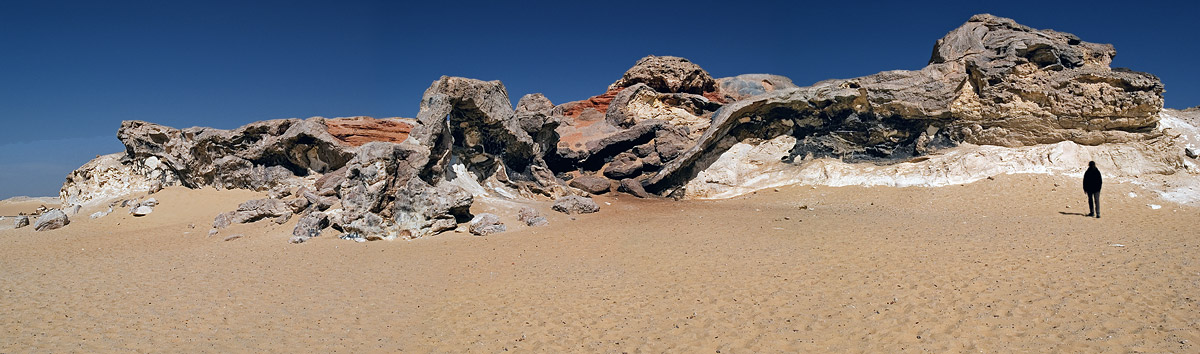
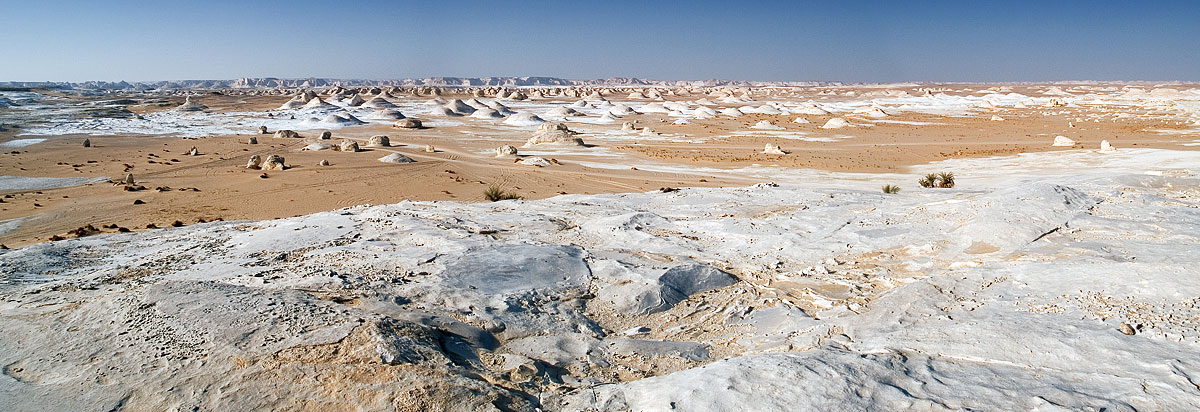